# 有閑みわさん
『有閑みわさん』（ゆうかんみわさん）はたかの宗美による日本の4コマ漫画作品。『まんがくらぶ』（竹書房）にて2003年3月号から最終号である2020年5月号まで連載された。同誌合併後は『まんがライフ』（同）にて、2020年6月号より2022年2月号まで連載された。
『まんがくらぶ』では、2004年8月号から2008年5月号に至るまで毎号連続で表紙を、また同10月号まで巻頭カラーを飾っていた。2009年7月号から後任の神仙寺瑛「天使の事情」休載に伴い、2017年6月号まで再び表紙・巻頭となった。

## 作品概要
主人公の音無みわは、非常に優秀で作業の速い主婦である。あまりの速度ゆえ、家事はいつも あっという間に終わってしまう。そして、みわの前には長大な“ヒマ”（暇）が残される。いかにして、みわはこのヒマを潰すのか――？「有閑みわさん」すなわち「ヒマ（閑）の有るみわさん」の、毎回、様々に趣向を凝らした、驚くべきヒマ潰しぶりを題材としている。なお、本作品では、「ヒマ」はすべて片仮名で表記されているので、本記事でもこれに倣う。

## 登場人物

### 主要人物
音無みわ（）
本作品の主人公。専業主婦。
極々稀にしか顔に口が描かれない。また、一切セリフを発しない。結婚披露宴の際、みわ母との会話でのやり取りがあったが、どちらかといえば、以心伝心のような会話である（著者の他作品『派遣戦士 山田のり子』の主人公と同様の特徴であるといえる）。
何かにつけて非常に優秀でそつがなく、毎日の家事は、午前中の1時間で終わってしまうという。その優秀さは、食器を念入りに洗うあまり彩色が無くなって（削れて）しまうほど。尚、家事や暇潰しの際に興が乗ると、その余りの円滑かつ素早い動き故に、残像で手足が数本生えたように見える。
「山田のり子」とのコラボマンガでは、人手不足な近所のスーパーで派遣社員ののり子と共同して働く事になったが、二人のその仕事の速さゆえ、従業員がいつもより4人欠けているのに2時間早く仕事が終わった。
学業は不得手であったらしく、中学校の参考書ですら難しすぎてヒマ潰し（後述）には使えない。
旧姓は三輪（みわ）で、結婚以前からの友人には「みわみわ」と呼ばれている。学生時代から家事の類は得意であったが決して他人の都合のいいように動くタイプではなかった。
超人的部分はあるが山田のり子のバンジーには驚愕していた。また表情も山田のり子より豊かで吹き出しでないセリフも多い。
結婚前の家族構成は両親と弟のときわ（後述）、動きの速さは父親からの遺伝で（みわの母親に手を出した期間も早かったらしい）、容姿は母親からの遺伝、母親は父親と逆に動きは遅い、弟のときわはみわの結婚式で初めて音無夫と初対面（音無夫がみわの実家に挨拶した時、ときわは寝ていた）だった。
最近、似顔絵が苦手であることが発覚した。（美術の授業も絵画は苦手だが、図工は得意。）
ゴキブリが嫌いで死骸はマジックハンドでつまんで捨てている（これは同じたかの宗美作品の主人公山田のり子と共通している）。
独身時代は、茸商事総務部に務めていた。当時から仕事が非常に速く、優秀なOLであった。同じ会社に務めていた音無くんを見初め、彼の仕事に対してのみダメ出しを頻発させるなどの愛情表現をするようになり、約1年の交際期間を経て結婚に至った。結婚と共に退職し、現在の専業主婦としての生活が始まった。
ダンナ
みわの夫。本名音無広司（おとなし　こうじ）。茸商事に務めるサラリーマン。日々、妻に翻弄されている。みわより二歳年上。
後述の沙奈の想いに言われるまで気づかない、病気で寝込んでいる妻に「スタミナがつくから」とカレーやステーキを食べさせようとするなど、少し鈍感である。
化粧をするとみわよりもきれいになる。
取引のためにF社（たかの宗実作品の派遣戦士山田のり子の勤め先）へ行ったことがある。
根は真面目で性格も良い好人物なのだが、大雑把なところがあり、みわが風邪で寝込んで家事を代行した時はそのあまりの雑さ（みわが普段から完璧すぎるだけだが）から初めて離婚を考えたほどである。
みわとは未だにアツアツなおしどり夫婦だが、会社の付き合い上で朝帰りになることもしばしば。その際は家に入れてもらえない上、強烈なお仕置きを喰らっている。
実家は田舎の農家で次男。しかし、最初にみわを連れていって彼の母がみわに農作業を手伝わせたところ予想以上の働きぶりをしたため危うくお家騒動に発展したことがある。

### 近所の住民
響 イツ子
10代より花嫁修業し、専業主婦に自信と誇りを持っており、実際にかなり優秀。しかし、それ以上の実力を見せる音無みわに嫉妬する日々を送る。そのときは、必ずと言っていいほど「負けませんわ！」とつぶやく。悩みは子供の名前が自分達から引用するとどうやっても人間の名前にならないこと。学生時代から専業主婦に憧れており、裁縫や料理の腕は当時からかなりの水準だった。しかしみわと同じく勉強は苦手で学習意欲もほとんどなかった。「何でもこなせるお前が何故勉強だけ出来ない！？」と担任に聞かれて「家事に必要ないから」と言い放ったこともある。とてもおしゃれで洗練されたものを好むが古風な一面もある。彼女を主人公にしたスピンオフ作品『ちょっと有閑イツ子さん』がある。夫婦間は良好であるが時には口に生ごみを詰めたいくらい嫌いになることもあるようである、また近所の人に美女と野獣と呼ばれるのは快く思っているが濃い薄いで呼ばれることは嫌っている。チョコレート味のこんにゃくを作るなどみわに劣らぬ料理を作ることもある。
響 隆二
イツ子の夫。とにかく顔の造りと話の内容が濃い。その濃さは会っただけで特濃ソースの買い忘れを思い出す（みわ）、1月初旬でも一緒にいると気候が暖かく感じる（イツ子）、あっさりした湯豆腐がものすごく旨くなる（音無くん）などの現象を引き起こす。イツ子に紅茶を煎れるなどとても気の付く妻思いの好人物だが、イツ子から「凄く嬉しいけど、この人が運ぶとどうしてもお盆に丼乗せてる様にしか見えない」と思われている。趣味はプラモデル制作である。名前は2009年1月号の「ちょっと有閑イツ子さん」にて判明。
近所の主婦
名字は一ノ瀬。下の名前は不明。様々なもの（主に食材）を音無家におすそ分けしてくれる。みわがその食材を使った料理をお返ししてくれることを期待しているのだが、みわはヒマに飽かせて毎回予想外のお返しをする。近頃ではみわに普通の食べ物を寄越された時の方で不安がる様になり、夫に「毒されている」とツッコまれた。また暗にみわから嫌味や警告とも取れるお返しをされることもあり夫は「嫌われているのでは?」と危惧している。（藁を渡して藁人形や葛を人型にする（人間の葛）や旦那をスダレと呼ぶなど）
森 沙奈
音無くんに「鬼一目ぼれ」しており、妻であるみわに何かと敵意を示す（みわのことはブスと呼んでいる）女子高生。音無くん本人には気に留められていない様だが、みわとそれなりに激しいバトルを繰り広げており、音無くんがその巻き添えを食うこともある（女子高生と話している最中いきなりスーツが膨れ上がる、弁当が爆発するなど）。響夫妻と共に名前の分っているキャラクターでイツ子と対峙したこともありイツ子には「お嬢ちゃん」と呼ばれており逆に彼女にとってイツ子の第一印象は勘違いセレブ女とかなり辛辣なものである。長い間名前が不明だったが、2009年1月号掲載の彼女が主役をつとめるスピンオフ作品『女子高生沙奈ちゃん』にて名前が判明。
青年
名前は不明だが、みわに密かに惚れている近所に住む青年。みわを見かけるたび「若奥さんだ♪」と喜びを表す。しかし、みわ本人はその思いに気づいておらず、初期は「おひとり様1つまで」の卵の特売に付き合わせるなど、良いように使う時もあった。最近では一本男VSみわの立会人兼ツッコミが主な役割である（一本男からみわを救ったことはない）。
一本男
近所に現れている新手の変質者。初登場以来、みわとは因縁の関係（襲おうとして逆襲された）であり、「今日こそは一本ーーー！！」と竹刀を構えて性懲りもなくみわに襲い掛かってくる。しかし、それでみわに勝ったことは一度もない（豆腐を買おうとして持っていたボウルでガードされる、たまたまみわのパンチラを見て戦意を失うなど）。みわに暴力行為を働く（暴力までいった例はないが）ため、彼女に惚れている青年には嫌われている。本人曰くみわを越えんとする修業者らしい（これにはみわ本人も気分的に一本取られたと感じていた）。音無くんの母親とみわが一緒に歩いている時は襲撃を中止した。
三輪 ときわ
みわの弟、二十代前半。なぜか容姿は両親と似てるところが無い。みわとは逆に動きは遅い。（母親からの遺伝）姉みわとそっくりなところが、ゴキブリ出現の時の驚愕のポーズがそっくり（但し、反応も遅い）。処世術は心得てたらしく、みわの近所の人に「近所の人綺麗な人多いね」と言ったところ、こんもりと野菜のお礼を貰い、音無夫を驚愕させた。

## 用語など

### ヒマ潰し
ヒマ潰しは、みわの昼間時間帯の活動の最も主たるものであり、本作品の主題（有閑）ともなっている。

#### 数える
- 畳の目を数える
- 庭のハナミズキの葉の枚数（3765枚と判明）
- 分厚い本の文字数（75983文字と判明）
- 蝉の鳴き声の回数
- 家中のネジの数

#### 動く
- 長距離散歩（帰宅のためのタクシー代が20000円を超えるほどの距離）
- 気付かれないように他人の写真に映り込む
- フラメンコを踊る
- 手を使わずに足だけで家事を行う
- 公園の落ち葉を掃除する
- 公園の芝生にミステリーサークルを描く
- 鳥の餌付けを目論んで1時間以上静止状態を保つ
- 林檎の皮を糸のように細く剥きながら街中を歩く
- 公園の砂地にクロスワードパズルを描く

#### 凝る
- 十五夜のために十二単を用意する
- 夫に贈るセーターを編むために羊を1頭用意する
- レンタルビデオ店のビデオソフトを棚の端から順番に借りる
- 誤って床にばら撒いた胡麻を1粒ずつ箸で拾う
- 庭の草を毟らずに編みこむ
- トイレの便器を4時間掛けて磨き上げる（顔を洗っても平気なほど）
- 梅雨に備えて屋根に雨樋を張り巡らす
- ヒエログリフの読み書きを習う

#### 作る
- 紅茶やケーキを蝋細工で作ってティータイムを演じる
- 絨毯を自作する
- 能面を作る
- 自分そっくりな人形をそうめんで作る
- 身長の何倍もあるような雪だるまを作る
- 庭に露天風呂を作る
- 寝室にラブホテルみたいな内装にする
- 古新聞だけで巨大な城を作る
- 公園の地蔵に豪奢な前掛けを付ける
- 電話で雑談しながらその内容を書き留める
- 暖かい日に雨水配水管を使ってミートローフを作る

#### おちょくる
- 空き巣を捕まえて着せ替え人形のように弄ぶ
- 眠っている夫の顔に化粧を施す（旦那の方がきれいになってしまったので、立腹してしまう）
- 暇つぶしにネイルアートを旦那に施し綺麗にできてほっといたら気付かず会社に行ってしまった

#### 食べる
- 夕食に宇宙食を用意する
- 米粒に絵を描いて炊く
- 食べられる食器を作る

#### 教える
- 犬にバレエを教える

### 弁当
通常、夫には毎日弁当を作って持たせている。1晩掛けてシチューを煮込むなど、手の込んだものを用意することが多い。だが、夫と喧嘩した翌日には、弁当は報復手段として活用されることになる。生きているのが嫌になるくらい不味い弁当の研究もしているという。しかし一度髪の事で悩む夫を元気づけるために海苔やネギを細かく切って入れたり朝から情熱的であったときに弁当が赤一色になった際には同僚らからは報復と間違えられた。
報復手段としての弁当の作製例
- すべての食材を蜘蛛の糸のように細い千切りにする
- 弁当箱を上げ底に改造する
- 弁当を全体的に青くする（青色には食欲減退作用がある）
- 米も含めすべてをフルーツにする（パイナップルを卵焼き風など）
- 周囲の人に見られると非常に恥ずかしくなる盛り付けにする
- 異常に高密度に詰める
- フリーズドライにする。
- 見た目は普通の弁当だが実際はおかずは中身を抜いて皮だけにする（当の本人は夏バテ気味で丁度よかったと好意的であった）
- わからない程度に怒りのメッセージをこめる（「バカ」貝の煮付け、「むのう」薬野菜のサラダなど）
- 多数の布巾を弁当箱のように包んで偽装する
- 全てのおかずが単体で食べてのみ旨い様に配置する（「いろんな物を少しずつ食べる」という弁当本来の楽しみを奪う）
- 蓋を開けると梅干とご飯のみだが、ご飯の下に霜降り肉の焼肉が入っている「逆牛肉弁当」（弁当箱を開けてから一目で怒りに任せて音無君が後輩に弁当をあげてから中身を知って後悔するように逆算してある）

……などがある。

## 書誌情報
- たかの宗美『有閑みわさん』 竹書房〈バンブーコミックス〉、全17巻
  1. 2004年3月27日発売[3]、ISBN 4-8124-5930-3
  2. 2005年11月7日発売[4]、ISBN 4-8124-6279-7
  3. 2006年10月7日発売[5]、ISBN 4-8124-5930-3
  4. 2008年3月17日発売[6]、ISBN 978-4-8124-6802-9
  5. 2009年5月27日発売[7]、ISBN 978-4-8124-7090-9
    - 7人のゲスト作家による「有閑みわさんトリビュート」収録[8]。カラスヤサトシ、みずしな孝之、むんこ、あらい・まりこ、神仙寺瑛、東屋めめ、いでえいじが参加[8]。

  6. 2010年6月17日発売[9]、ISBN 978-4-8124-7289-7
  7. 2011年7月16日発売[10]、ISBN 978-4-8124-7622-2
  8. 2012年6月16日発売[11]、ISBN 978-4-8124-7796-0
  9. 2013年12月26日発売[12]、ISBN 978-4-8124-8487-6
  10. 2014年12月17日発売[13][14]、ISBN 978-4-8019-5057-3
  11. 2016年2月27日発売[15]、ISBN 978-4-8019-5462-5
  12. 2017年2月27日発売[16]、ISBN 978-4-8019-5761-9
  13. 2018年6月27日発売[17]、ISBN 978-4-8019-6293-4
  14. 2019年6月27日発売[18]、ISBN 978-4-8019-6659-8
  15. 2020年1月27日発売[19]、ISBN 978-4-8019-6849-3
  16. 2020年11月26日発売[20]、ISBN 978-4-8019-7137-0
  17. 2022年2月26日発売[21]、ISBN 978-4-8019-7565-1
- たかの宗美『有閑みわさん カラフル』 竹書房〈バンブーコミックス〉※よりぬき版
  1. 2013年7月17日発売[22]、ISBN 978-4-8124-8346-6

## 備考
- 『まんがくらぶ』2008年5月号およびぶんか社『主任がゆく!スペシャル』 Vol.8（『無敵恋愛S*girl』2008年6月1日増刊号）・Vol.25（『みこすり半劇場』2010年4月21日増刊号）誌上にて、『主任がゆく!』とのコラボレーション作品が発表された。
- 『まんがくらぶ』2008年12月号および双葉社『まんがタウン』2008年12月号誌上にて、『派遣戦士 山田のり子』とのコラボレーション作品が発表された。
- 『まんがくらぶ』2009年7月号誌上にて、『ポチの群れ』とのコラボレーション作品が発表された。
- 『まんがくらぶ』2010年4月号誌上（『まんがライフセレクション』2011年3月増刊再録）にて、『主任がゆく!』『白衣な彼女』との3作コラボレーション作品が発表された。
- 『まんがくらぶ』に連載されているコラム「佐川芳枝のお寿司屋さんにいらっしゃ〜い」の挿絵は、当初の『まんがくらぶオリジナル』に連載されていた期間から継続してたかのが担当しており、音無夫妻がキャラクターとして登場している。
- 2010年3月17日に『有閑みわさん増刊号』が発売され、トリビュート企画として、重野なおき、後藤羽矢子、樹るう、木下晋也、オトウフ、柿内ゆきち、私屋カヲルの7人が『有閑みわさん』を執筆した[23]。2012年2月16日[24]、2014年9月18日[25]、2015年4月21日にも増刊号が発売された[26]。
- 2013年3月29日に『まんがライフSTORIA』第1号が発売された際には、本作のスピンオフが掲載された[27]。